# Gymnosporia linearis
Gymnosporia linearis är en benvedsväxtart. Gymnosporia linearis ingår i släktet Gymnosporia och familjen Celastraceae.

## Underarter
Arten delas in i följande underarter:
- G. l. lanceolata
- G. l. linearis
- G. l. madagascariensis